# Машич
Машич (хорв. Mašić) — населений пункт у Хорватії, у Бродсько-Посавській жупанії у складі громади Драгалич.

## Населення
Населення за даними перепису 2011 року становило 266 осіб.
Динаміка чисельності населення поселення:

## Клімат
Середня річна температура становить 11,26 °C, середня максимальна – 25,60 °C, а середня мінімальна – -5,20 °C. Середня річна кількість опадів – 918 мм.
| Клімат поселення                              | Клімат поселення | Клімат поселення | Клімат поселення | Клімат поселення | Клімат поселення | Клімат поселення | Клімат поселення | Клімат поселення | Клімат поселення | Клімат поселення | Клімат поселення | Клімат поселення | Клімат поселення |
| Показник                                      | Січ.             | Лют.             | Бер.             | Квіт.            | Трав.            | Черв.            | Лип.             | Серп.            | Вер.             | Жовт.            | Лист.            | Груд.            |                  |
| Середній максимум, °C                         | 7,33             | 8,82             | 13,00            | 17,50            | 22,38            | 25,60            | 24,59            | 24,02            | 20,17            | 15,07            | 9,72             | 5,50             |                  |
| Середня температура, °C                       | 1,06             | 2,56             | 6,74             | 11,24            | 16,12            | 19,34            | 21,09            | 20,53            | 16,67            | 11,58            | 6,22             | 1,99             |                  |
| Середній мінімум, °C                          | −5,2             | −3,71            | 0,48             | 4,98             | 9,86             | 13,07            | 17,59            | 17,02            | 13,16            | 8,07             | 2,72             | −1,52            |                  |
| Норма опадів, мм                              | 58               | 53               | 63               | 77               | 84               | 101              | 85               | 86               | 74               | 81               | 86               | 70               |                  |
| Середньомісячна швидкість вітру, м/с          | 1.70             | 1.95             | 2.26             | 2.22             | 2.02             | 1.86             | 1.80             | 1.66             | 1.64             | 1.66             | 1.73             | 1.76             |                  |
| Середньомісячна сонячна радіація, кДж/м²·день | 4344             | 7144             | 10944            | 15327            | 19462            | 21631            | 22510            | 20122            | 14883            | 9242             | 4904             | 3618             |                  |
| --------------------------------------------- | ---------------- | ---------------- | ---------------- | ---------------- | ---------------- | ---------------- | ---------------- | ---------------- | ---------------- | ---------------- | ---------------- | ---------------- | ---------------- |
| Джерело:                                      |                  |                  |                  |                  |                  |                  |                  |                  |                  |                  |                  |                  |                  |